# Dajr al-Hadżar
Dajr al-Hadżar – wieś w Syrii, w muhafazie Damaszek. W 2004 roku liczyła 1324 mieszkańców.